# Golfgetal
Het golfgetal of repetentie is een golfeigenschap die gerelateerd is aan de golflengte en daarmee geheel gelijkwaardig is. Het golfgetal geeft aan hoeveel golven (golflengtes) er per lengte-eenheid voorkomen en is dus het omgekeerde van de golflengte. De eenheid van het golfgetal is reciproque meter (m−1). Ook andere eenheden worden gebruikt, zoals: reciproque centimeter (cm−1).
Het golfgetal is voor verschillende gebieden in de wetenschap verschillend gedefinieerd.
In de spectroscopie is het golfgetal gedefinieerd als het omgekeerde van de golflengte {\displaystyle \lambda }. Het natuurkundige symbool voor het golfgetal is dan de Griekse letter {\displaystyle \nu } (nu) met een tilde erboven.
{\displaystyle {\tilde {\nu }}={\frac {1}{\lambda }}}
In relatie tot de voortplantingssnelheid {\displaystyle v} geldt:
{\displaystyle {\tilde {\nu }}\cdot v=f},
waarin {\displaystyle f} de frequentie is.

## Cirkelgolfgetal
In de kwantumfysica, en in veel andere gebieden van de natuurkunde, wordt met golfgetal het cirkelgolfgetal aangeduid, gedefinieerd als {\displaystyle 2\pi } gedeeld door de golflengte. Het natuurkundige symbool voor het golfgetal is dan {\displaystyle k}. 
{\displaystyle k={\frac {2\pi }{\lambda }}}
In relatie tot de voortplantingssnelheid {\displaystyle v} geldt:
{\displaystyle k\cdot v=\omega },
waarin {\displaystyle \omega } de cirkel- of hoekfrequentie is.